# Cernavodăi híd
A Cernavodăi híd (románul: Podul de la Cernavodă) közúti–vasúti acélhíd–együttes a Duna felett Romániában, Cernavodánál, a folyó 300 folyamkilométerénél. Nyugati (bal parti) hídfője a Ialomița-lápja szigeten áll. A Bukarestet Konstancával összekötő 2x2 sávos A2-es autópálya és a kétvágányú, villamosított 800-as vasúti fővonal halad át rajta; előbbinek a 157+600, utóbbinak a 165+817 kilométerszelvényénél található.
A híd teljes hossza 1593 méter. A mederhíd alsópályás rácsos szerkezetű.
Közvetlenül mellette áll a torkolat irányában az 1895-ben épült Anghel Saligny híd, melynek szerepét 1987-es elkészültekor átvette. A vele egyidejűleg átadott Duna–Fekete-tenger-csatorna mellett a kommunista Románia nagyszabású presztízsprojektjének számított.

## Történelem
Az első, Munténiát és Dobrudzsát Cernavodánál a Duna fölött összekötő kapcsolat az Anghel Saligny tervei alapján 1890 és 1895 között épült, később róla elnevezett Anghel Saligny híd volt. Az 1970-es évektől azonban a növekvő nemzetközi kereskedelmi forgalom, melynek fő kapuja a Konstancai kikötő volt, egyre nagyobb terhelést jelentett a meglévő egyvágányú vasútvonalon. Ez szükségessé tette új hidak építését, melyek egyúttal a Bukarest és a Fekete-tenger partja közötti közúti forgalom problémájára is választ kívántak adni, így a kétvágányú vasútvonal mellett 2x2 sávos közutat is terveztek rájuk. Ez 42 km-rel rövidítette le az addigi, Giurgeni–Vadu Oii hídon át vezető útvonalat.

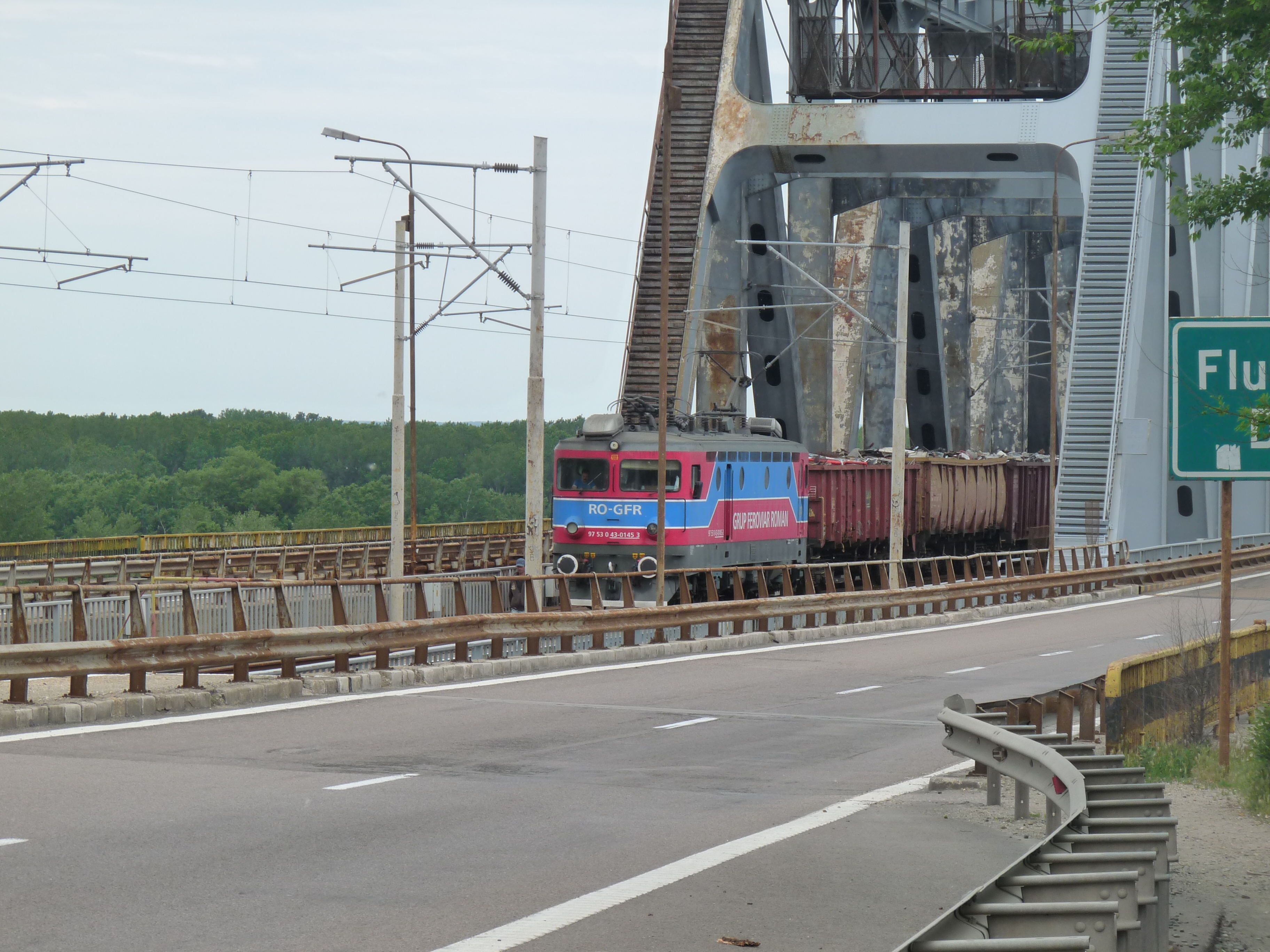
A cernavodăi hídfő

### Építés
Az 1980-as években a Nicolae Ceaușescu vezette kommunista hatalom megpróbálta felülmúlni Saligny művét. A Román Szocialista Köztársaság Államtanácsának rendelete alapján Feteşti székhellyel létrejött a Hidrotechnikai és Hídépítő Vállalat. Először a Borceai-Duna-ág felett átívelő Fetești híd építését kezdték meg 1977-ben, de 1980-ban már a cernavodăi közúti–vasúti Duna-híd építésén is dolgoztak. A hídegyüttes építését a román CCCF vállalat végezte. Az építkezés mintegy tíz évig tartott.
A Bukarestet Konstancával összekötő A2-es autópálya első, Feteşti és Cernavodă közötti szakaszát, és ennek részeként a Fetești és Cernavodăi hidakat 1987-ban helyezték forgalomba. A terhelési próbák egy hétig tartottak; ezalatt a hidakon 38 dízelmozdony és 38, egyenként 50 tonna rakománnyal megrakott dömper kelt át. A hivatalos átadásra 1987. november 21-én, a Duna–Fekete-tenger-csatorna megnyitásával egyidejűleg került sor.

### A híd további sorsa
A két vasúti hidat és pályát 2015–2016-ban az Európai Unió támogatásával, 34 millió euró összköltséggel felújították. A híd átadása óta ez volt az első komolyabb felújítás, mely a sérült elemek megerősítésére, a vasúti pálya felépítményének cseréjére, valamint korrózióvédelemre és festésre terjedt ki. A vasúti forgalom fenntartása érdekében újra használatba vették az 1987 óta üzemen kívül álló Anghel Saligny hidat.

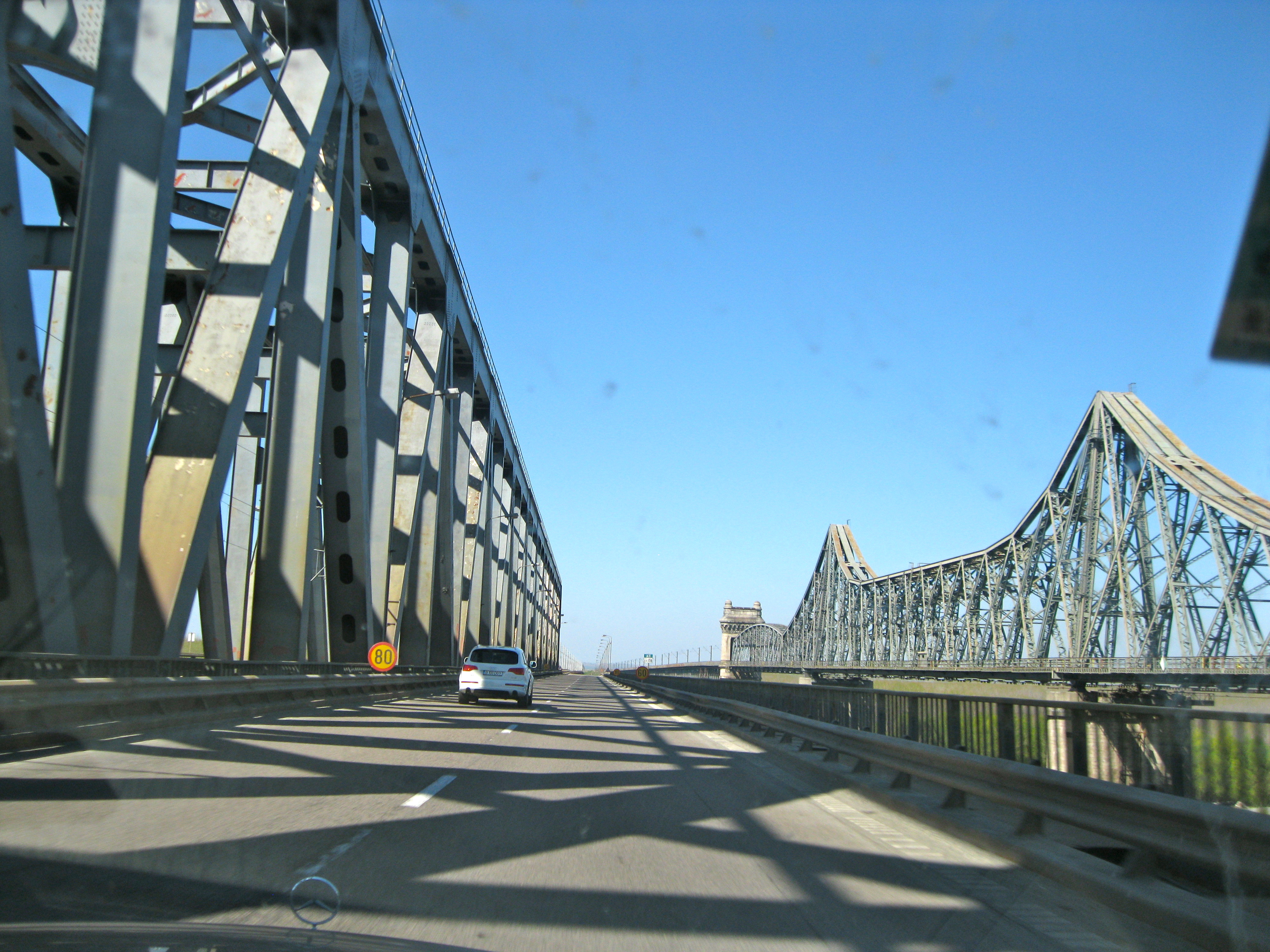
A híd északi útpályája; balra a vasúti híd, jobbra az Anghel Saligny híd

## Jellemzők
A projektet román tervezők tervei alapján, román berendezésekkel és munkaerővel valósították meg. A híd építéséhez a kutatások szerint 200 000 köbméter betont használtak fel, a hídcölöpöket 50 m mélyre fúrták le.
A mederhíd – a szomszédos Anghel Saligny hídhoz igazodva három, egyenként 140, 190, illetve 140 méteres nyílással rendelkezik, melyhez a bal parton 17, a jobb parton egynyílásos parti híd csatlakozik; utóbbiak nyílásainak szélessége 58,62–71,80 méter között változik. A hídon az A2-es autópálya 2×2 sávos közúti forgalma irányonként 8,5 méter széles útpályán bonyolódik, melyet szintén irányonként 1,5 m széles járda egészít ki. A 800-as vasúti fővonal érintett szakasza kétvágányú, villamosított. Az ártérben a vasúti pálya és a közút külön nyomvonalon halad, a közút átvezet a régi vasúti híd alatt.
A vasúti pálya a főtartók között, az útpályák konzolokon vezetnek. Az alapozás 30 m mélyen lehajtott, betonnal kitöltött acélcsövekkel történt, melyek átmérője 2 m, falvastagsága 16 mm. „A mederhíd felszerkezete állandó magasságú (20 m), folytatólagos, alsópályás rácsos tartó, a konzolokon ortotrop pályaszerkezettel.”

## Útdíj
A hídon gépjárművel történő áthajtásért a CNAIR (Compania Națională de Administrare a Infrastructurii Rutiere, magyarul Országos Közútiinfrastruktúra-kezelő Társaság) járműkategóriánként megállapídott útdíjat szed, mely a kapcsolódó Fetești hídon való átkelést is magában foglalja.